# Saint-Rémy-Blanzy
Pour les articles homonymes, voir Saint-Rémy.
Saint-Rémy-Blanzy est une commune française située dans le département de l'Aisne, en région Hauts-de-France.

## Géographie

### Quartiers, hameaux, lieux-dits et écarts
- Blanzy est un hameau au nord-ouest, que traverse la route départementale D 2 à l'endroit où celle-ci est rejointe par la route départementale D 172 venant du nord et plus précisément de Vierzy.

### Communes limitrophes

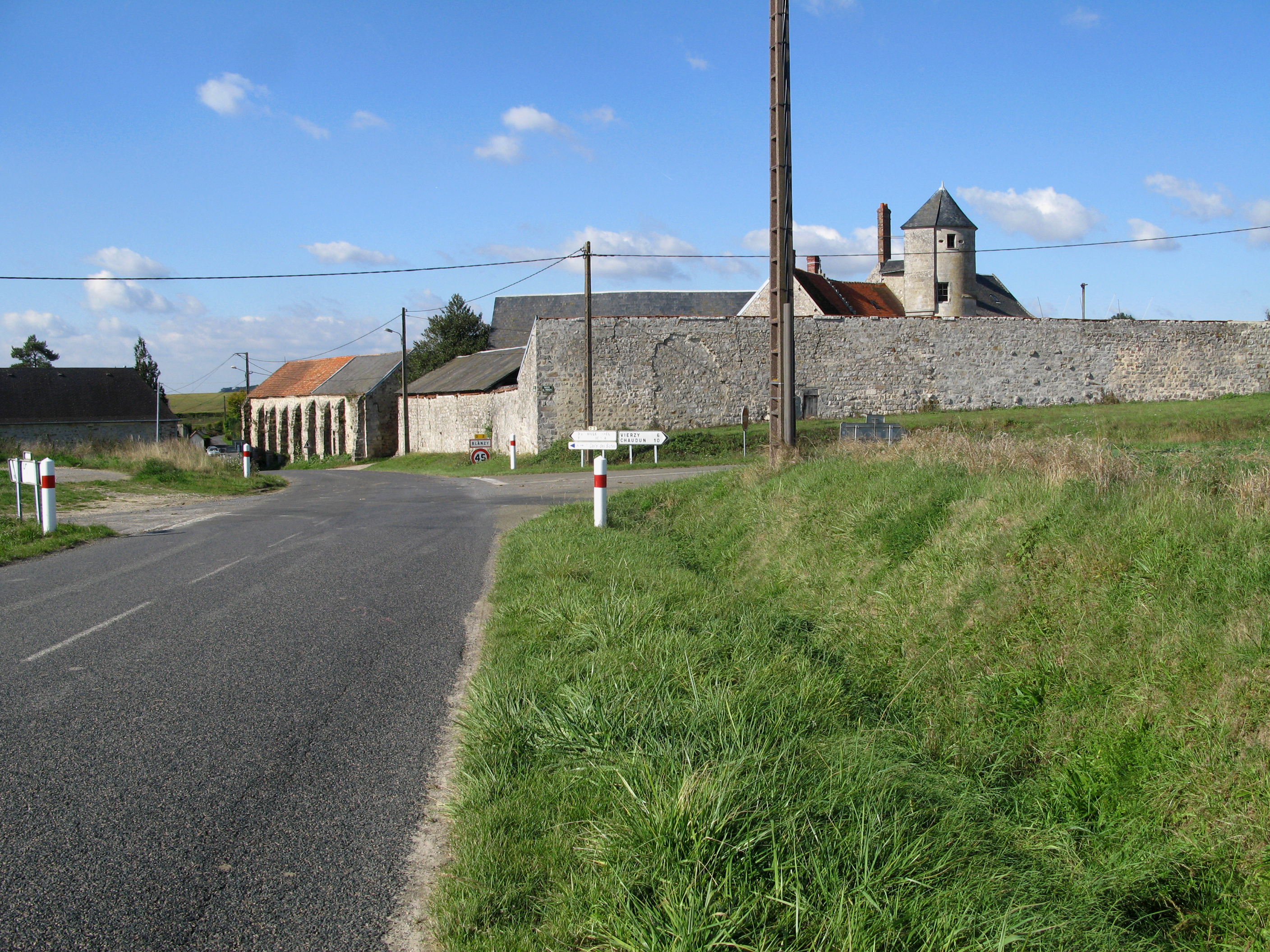
Une ferme avec murs à puissants contreforts et tourelle est implantée au croisement de la route menant à Villers-Hélon avec celle vers Vierzy.

### Hydrographie
La commune est située dans le bassin Seine-Normandie. Elle est drainée par la Savières, le ruisseau de Nadon et le fossé 01 de la Planchette,,.
La Savières, d'une longueur de 18 km, prend sa source dans la commune de Parcy-et-Tigny et se jette  dans l'Ourcq à Troësnes, après avoir traversé 13 communes.

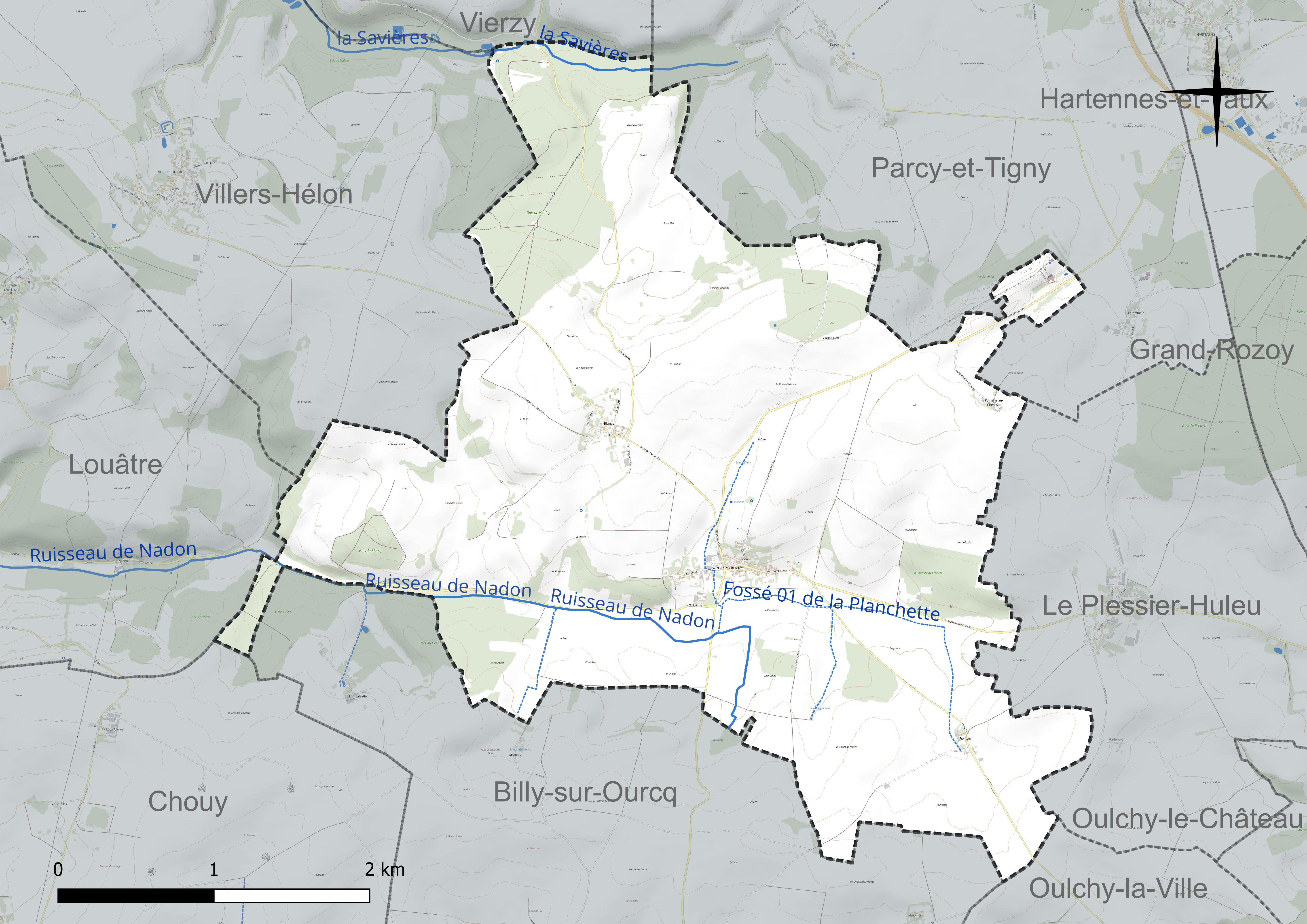
Réseau hydrographique de Saint-Rémy-Blanzy.

### Climat
Pour des articles plus généraux, voir Climat des Hauts-de-France et Climat de l'Aisne.
En 2010, le climat de la commune est de type climat océanique dégradé des plaines du Centre et du Nord, selon une étude du CNRS s'appuyant sur une série de données couvrant la période 1971-2000. En 2020, Météo-France publie une typologie des climats de la France métropolitaine dans laquelle la commune est exposée à un climat océanique altéré et est dans la région climatique Nord-est du bassin Parisien, caractérisée par un ensoleillement médiocre, une pluviométrie moyenne régulièrement répartie au cours de l'année et un hiver froid (3 °C).
Pour la période 1971-2000, la température annuelle moyenne est de 10,3 °C, avec une amplitude thermique annuelle de 15,1 °C. Le cumul annuel moyen de précipitations est de 738 mm, avec 12 jours de précipitations en janvier et 8,6 jours en juillet. Pour la période 1991-2020, la température moyenne annuelle observée sur la station météorologique la plus proche, située sur la commune de Braine à 20 km à vol d'oiseau, est de 11,3 °C et le cumul annuel moyen de précipitations est de 662,7 mm,. Pour l'avenir, les paramètres climatiques de la commune estimés pour 2050 selon différents scénarios d'émission de gaz à effet de serre sont consultables sur un site dédié publié par Météo-France en novembre 2022.

## Urbanisme

### Typologie
Au 1er janvier 2024, Saint-Rémy-Blanzy est catégorisée commune rurale à habitat dispersé, selon la nouvelle grille communale de densité à 7 niveaux définie par l'Insee en 2022.
Elle est située hors unité urbaine et hors attraction des villes,.

### Occupation des sols
L'occupation des sols de la commune, telle qu'elle ressort de la base de données européenne d'occupation biophysique des sols Corine Land Cover (CLC), est marquée par l'importance des territoires agricoles (78,8 % en 2018), en diminution par rapport à 1990 (81,4 %). La répartition détaillée en 2018 est la suivante : 
terres arables (76,5 %), forêts (17,2 %), zones agricoles hétérogènes (2,3 %), mines, décharges et chantiers (2,1 %), zones urbanisées (1,8 %), milieux à végétation arbustive et/ou herbacée (0,1 %).
L'évolution de l'occupation des sols de la commune et de ses infrastructures peut être observée sur les différentes représentations cartographiques du territoire : la carte de Cassini (XVIIIe siècle), la carte d'état-major (1820-1866) et les cartes ou photos aériennes de l'IGN pour la période actuelle (1950 à aujourd'hui).

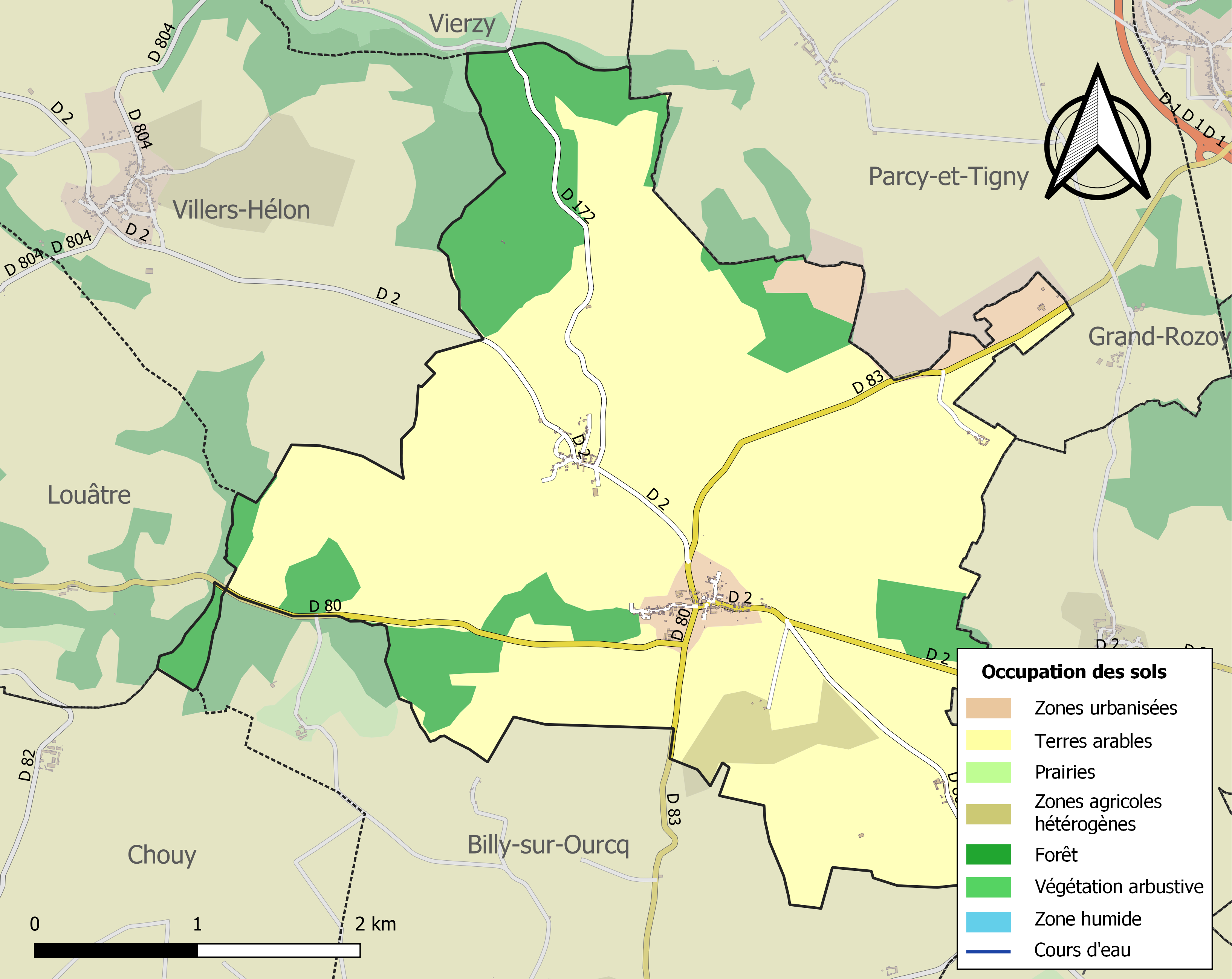
Carte de l'occupation des sols de la commune en 2018 (CLC).

## Toponymie
Le nom de la localité est attesté sous les formes Altare Sancti-Remigii-d'Ivri (1143) ; Yvry-Blanzi (1206) ; In territorio de Sancto-Remigio-apud-Yvri (1206) ; Sanctus-Remigius-de-Ivreio (1206) ; Saint-Remi-à-Ivri (1383) ; Saint-Remy-à-Yvry (1405) ; Saint-Remy-Luvry (1578) ; Saint-Remy-Ivry (1624) ; Saint-Remy-Yvril (1665) ; Saint-Remy-Blansi (1706) ; Saint-Remy-Blansis (1733) ; Saint-Remy-Blanzis (1745).

Durant la Révolution, la commune porte les noms de Blanzy de Rémy-Blanzy et de Rémy-Ivry.

Saint-Rémy est un hagiotoponyme faisant référence à Remi de Reims, l'église lui est dédiée.
Blanzy, ancien hameau de la commune, est attesté sous les formes Blanziacus en 1219.

Le nom de Blanzy serait issu du latin blanditia  qui signifierait « Caresse », devenu un anthroponyme romain avec le suffixe -acum.

## Politique et administration

### Découpage territorial
La commune de Saint-Rémy-Blanzy est membre de la communauté de communes du Canton d'Oulchy-le-Château, un établissement public de coopération intercommunale (EPCI) à fiscalité propre créé le 30 décembre 1994 dont le siège est à Oulchy-le-Château. Ce dernier est par ailleurs membre d'autres groupements intercommunaux.
Sur le plan administratif, elle est rattachée à l'arrondissement de Soissons, au département de l'Aisne et à la région Hauts-de-France. Sur le plan électoral, elle dépend du  canton de Villers-Cotterêts pour l'élection des conseillers départementaux, depuis le redécoupage cantonal de 2014 entré en vigueur en 2015, et de la cinquième circonscription de l'Aisne  pour les élections législatives, depuis le dernier découpage électoral de 2010.

### Administration municipale
| Période                                  | Période                       | Identité          | Étiquette | Qualité                               |
| ---------------------------------------- | ----------------------------- | ----------------- | --------- | ------------------------------------- |
| avant 1874                               | 1875                          | Gilles            |           |                                       |
| Les données manquantes sont à compléter. |                               |                   |           |                                       |
| mars 2001                                | mars 2008                     | Christian Carette |           |                                       |
| mars 2008                                | En cours (au 13 juillet 2020) | Marina Carette    | DVD       | Cadre Réélue pour le mandat 2020-2026 |

## Démographie
L'évolution du nombre d'habitants est connue à travers les recensements de la population effectués dans la commune depuis 1793. Pour les communes de moins de 10 000 habitants, une enquête de recensement portant sur toute la population est réalisée tous les cinq ans, les populations de référence des années intermédiaires étant quant à elles estimées par interpolation ou extrapolation. Pour la commune, le premier recensement exhaustif entrant dans le cadre du nouveau dispositif a été réalisé en 2007.

En 2022, la commune comptait 225 habitants, en évolution de +4,65 % par rapport à 2016 (Aisne : −1,97 %, France hors Mayotte : +2,11 %).
| 1793 | 1800 | 1806 | 1821 | 1831 | 1836 | 1841 | 1846 | 1851 |
| ---- | ---- | ---- | ---- | ---- | ---- | ---- | ---- | ---- |
| 309  | 369  | 373  | 416  | 366  | 363  | 371  | 403  | 386  |

| 1856 | 1861 | 1866 | 1872 | 1876 | 1881 | 1886 | 1891 | 1896 |
| ---- | ---- | ---- | ---- | ---- | ---- | ---- | ---- | ---- |
| 384  | 364  | 342  | 350  | 348  | 329  | 319  | 313  | 301  |

| 1901 | 1906 | 1911 | 1921 | 1926 | 1931 | 1936 | 1946 | 1954 |
| ---- | ---- | ---- | ---- | ---- | ---- | ---- | ---- | ---- |
| 284  | 265  | 279  | 267  | 285  | 316  | 261  | 286  | 315  |

| 1962 | 1968 | 1975 | 1982 | 1990 | 1999 | 2006 | 2007 | 2012 |
| ---- | ---- | ---- | ---- | ---- | ---- | ---- | ---- | ---- |
| 239  | 234  | 149  | 125  | 212  | 203  | 227  | 230  | 225  |

| 2017 | 2022 | - | - | - | - | - | - | - |
| ---- | ---- | - | - | - | - | - | - | - |
| 219  | 225  | - | - | - | - | - | - | - |

## Lieux et monuments
- Monument aux morts, sur lequel sont gravés seize noms[28].

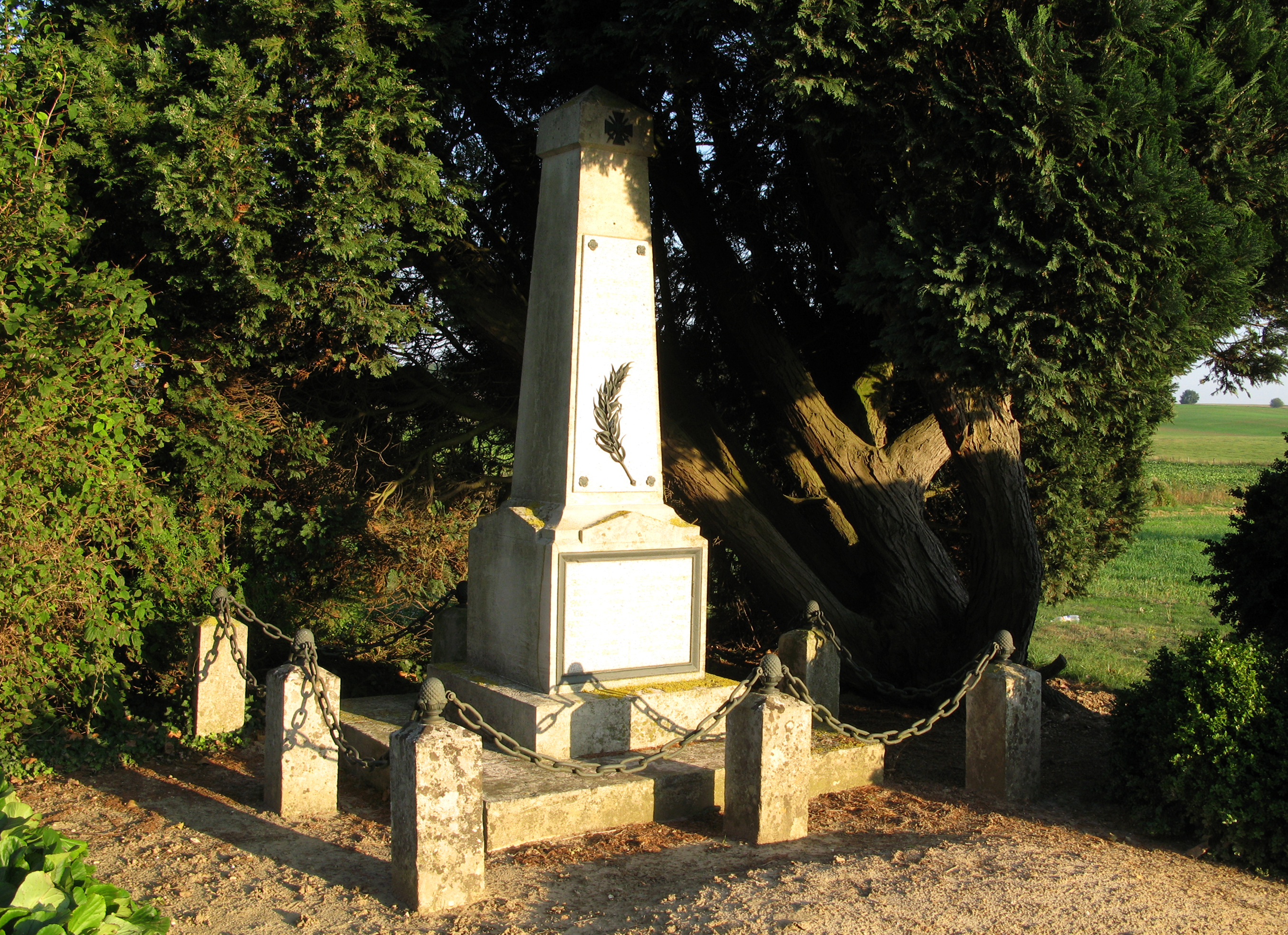
Le monument aux morts.